# Perálec
Perálec är en ort i Tjeckien.   Den ligger i regionen Pardubice, i den centrala delen av landet, 120 km öster om huvudstaden Prag. Perálec ligger 469 meter över havet och antalet invånare är 245.
Terrängen runt Perálec är varierad, och sluttar norrut. Runt Perálec är det ganska glesbefolkat, med 43 invånare per kvadratkilometer. Närmaste större samhälle är Vysoké Mýto, 15,2 km norr om Perálec. I omgivningarna runt Perálec växer i huvudsak blandskog.